# Fontenay (Saona y Loira)
 Fontenay  es una población y comuna francesa, en la región de Borgoña, departamento de Saona y Loira, en el distrito de Charolles y cantón de Charolles.

## Demografía
| 30 | 33 | 31 | 29 | 27 | 36 |
| Para los censos de 1962 a 1999 la población legal corresponde a la población sin duplicidades (Fuente: INSEE [Consultar]) |    |    |    |    |    |